# NGC 2699
NGC 2699 ist eine elliptische Galaxie vom Hubble-Typ E1 im Sternbild Hydra südlich der Ekliptik. Sie ist schätzungsweise 76 Millionen Lichtjahre von der Milchstraße entfernt und hat einen Durchmesser von etwa 25.000 Lichtjahren.
Im selben Himmelsareal befinden sich u. a. die Galaxien NGC 2697, NGC 2698, NGC 2708, NGC 2709.
Das Objekt wurde am 4. Januar 1862 von Heinrich Louis d’Arrest entdeckt.